# Jeanna von Rosen
Jeanna Hedda Carolina von Rosen, född 12 september 1849 i Nors församling, Värmlands län, död 23 september 1922 i Hovförsamlingen, Stockholm, var en svensk grevinna och hovfunktionär.

## Biografi
Jeanna von Rosen föddes 1849 i Höglunda i Nors socken. Hon var dotter till löjtnanten Pontus von Rosen och Carolina Dickson. Hon blev 9 juli 1890 statsfru hos drottning Sofia av Nassau och fick 18 september 1897 minnestecknet Konung Oscar II:s jubileumsminnestecken. Hon avled 1922 i Hovförsamlingen, Stockholm.

### Familj
von Rosen gifte sig 5 februari 1874 i Göteborg med sin kusin förste hovmarskalken Nils von Rosen (1840–1894), son till översten Gustaf Fredrik von Rosen och grevinnan Augusta Piper. De fick tillsammans barnen Jeanna von Rosen (född 1874), som var gift med överstelöjtnanten Filip Armfield Skipwith, majoren Nils von Rosen (1880–1932) och Eleonora von Rosen (född 1886), som var gift med kammarherren Sten Gustaf Cederström.